# Mike Gray
Harold Michael „Mike“ Gray (* 26. Oktober 1935 in Darlington, Indiana; † 30. April 2013 in Hollywood Hills, Kalifornien) war ein US-amerikanischer Schriftsteller, Kameramann, Filmregisseur, Filmproduzent und Drehbuchautor, der für das Drehbuch zu Das China-Syndrom (1979) für den Oscar für das beste Originaldrehbuch, den Golden Globe Award für das beste Filmdrehbuch und den British Academy Film Award (BAFTA Award) für das beste Drehbuch nominiert war und den Preis der Writers Guild of America (WGA Award) für das beste Originaldrehbuch für ein Drama gewann.

## Leben
Nach dem Schulbesuch studierte Gray Ingenieurwesen an der Purdue University in West Lafayette und schloss dieses Studium 1958 mit einem Bachelor of Science (B.S. Engineering) ab.
Ende der 1960er Jahre begann er seine Tätigkeit in der Filmwirtschaft und war bei dem Dokumentarfilm American Revolution 2 1969 sowohl Produzent als auch Regisseur und Kameramann. Seinen größten Erfolg hatte er mit dem Drehbuch zu Das China-Syndrom (1979), für das er zusammen mit T. S. Cook und James Bridges bei der Oscarverleihung 1980 für den für das beste Originaldrehbuch sowie außerdem für den Globe Award für das beste Filmdrehbuch und den BAFTA Award für das beste Drehbuch nominiert war und den WGA Award für das beste Originaldrehbuch für ein Drama erhielt. Weitere bekannte Filme, die unter seiner Mitarbeit entstanden, waren Wavelength (1983, Regie), Cusack – Der Schweigsame (1985, Drehbuch) sowie Der Mann vom anderen Stern (Fernsehserie 1986 bis 1987, Produzent). Daneben produzierte er zwischen 1988 und 1989 auch 13 Folgen der Science-Fiction-Serie Raumschiff Enterprise: Das nächste Jahrhundert.
Gray, der sich außerdem als Vorsitzender von Common Sense for Drug Policy sowie im Beratungsgremium des Marijuana Policy Project engagierte, verfasste außerdem die Bücher The Warning: Accident at Three Mile Island (1982), Angle of Attack: Harrison Storms and the Race to the Moon (1992), Drug Crazy: How We Got Into This Mess and How We Can Get Out (1998) sowie The Death Penalty Game: Criminal Justice and the Luck of the Draw (2001).
Gray war verheiratet und Vater eines Sohnes.

## Filmografie (Auswahl)
Als Regisseur
- 1969: American Revolution 2
- 1983: Wavelength

Drehbuchautor
- 1979: Das China-Syndrom (The China Syndrome)
- 1981: The Rocket Pilots
- 1985: Cusack – Der Schweigsame (Code of Silence)
- 1986: Der Mann vom anderen Stern (Starman, Fernsehserie)